# Berthe Bénichou-Aboulker
Berthe-Sultana Bénichou-Aboulker (16 tháng 5 năm 1888, Oran - 19 tháng 8 năm 1942, Algiers) là một nhà thơ và nhà viết kịch người Algérie viết bằng tiếng Pháp. Vở kịch La Kahena của cô , reine berbière (1933) là "tác phẩm đầu tiên được xuất bản bởi một phụ nữ Do Thái ở Algeria".

## Đời sống
Bà là con gái của Adélaïde Azoubib (nhà thơ và nhà văn văn xuôi) và người chồng thứ hai, Mardochée Bénichou. Bà có ít nhất một anh chị em, một anh trai, Raymond Benichou. Chồng của bà, Henri Aboulker, là một bác sĩ phẫu thuật và giáo sư; con trai của họ, José Aboulker là một bác sĩ phẫu thuật và nhân vật chính trị.